# Archibald Manuel
Archibald Manuel (* 1901; † 10. Oktober 1976) war ein schottischer Politiker der Labour Party. Er ist Namensgeber der Manuel Avenue in der schottischen Stadt Beith.

## Politischer Werdegang
Bei den Unterhauswahlen 1950 kandidierte Manuel für die Labour Party in dem neugeschaffenen Wahlkreis Central Ayrshire. Er konnte sich gegen seine Konkurrenten W.R. Milligan von der Unionist Party sowie den Liberalen C. Jack Coleman durchsetzen und zog erstmals in das britische Unterhaus ein. Obschon Milligan bei den folgenden Unterhauswahlen 1951 einen höheren Stimmenanteil für sich verbuchen konnte, verteidigte Manuel sein Mandat knapp. Erst bei den Unterhauswahlen 1955 musste er sich mit einer Differenz von nur 167 Stimmen dem Unionisten Douglas Spencer-Nairn geschlagen geben. Trotzdem stellte ihn die Labour Party zu den Unterhauswahlen 1959 abermals für Central Ayrshire auf. Mit leichtem Stimmzuwachs gewann Manuel sein Mandat zurück und verteidigte es bei den folgenden Parlamentswahlen in den Jahren 1964 sowie 1966. Zu den Unterhauswahlen 1970 trat Manuel nicht mehr an. Sein nachfolgender Parteikollege David Lambie hielt den Wahlkreis für die Labour Party.